# ビイェラシュニツァ山
ビイェラシュニツァ山（Bjelašnica,Бјелашница）は。ボスニア・ヘルツェゴビナ中央部にある山で、サラエヴォの南西部に位置しイグマン山と接している。標高は2,067mである。山の名になっているビイェラは白いことを意味する。
サラエヴォ郊外に位置し、20分ほどで訪れることができるため、ハイキングやスキーなど有名な観光地にもなっている。ビイェラシュニツァ山は大部分が森林であるが、標高1,500mの森林限界を超えると木はない。多くの登山コースが地元の山岳会によって整備されている。

## サラエボオリンピック
1984年に開催されたサラエボオリンピック時には、男子アルペン競技が開催され、大胆に予想された通りダウンヒルでアメリカのビル・ジョンソンが優勝した。男子回転では同じくアメリカのフィリップ・メーアと弟のスティーヴ・メーアの双子の兄弟がビイェラシュニツァで金メダルと銀メダルを獲得している。拠点となる地域は当時からホテルやスキー場などが立地するエリアであった。